# Глубокий (Каменский район)
Глубо́кий (прежнее название — Глубо́кая) — посёлок городского типа в Ростовской области России. Административный центр Каменского района и Глубокинского городского поселения.
Основан в 1871 году при строительстве железной дороги Воронеж — Ростов-на-Дону. Население — 8266 чел. (2021).

## География
Площадь — 440 га. Разделён на западную и восточную часть железной дорогой. Рядом протекает река Глубокая. Через посёлок проходит федеральная трасса М4 «Дон».
В 1,5 км от посёлка проходит живописная цепь холмов Донецкого кряжа. Рядом расположено несколько хуторов, которые являются своеобразными пригородами — Берёзовый, Астахов, Урывский, Верхний и Нижний Пиховкин, Каменногорье, Крутые Горки.

## История

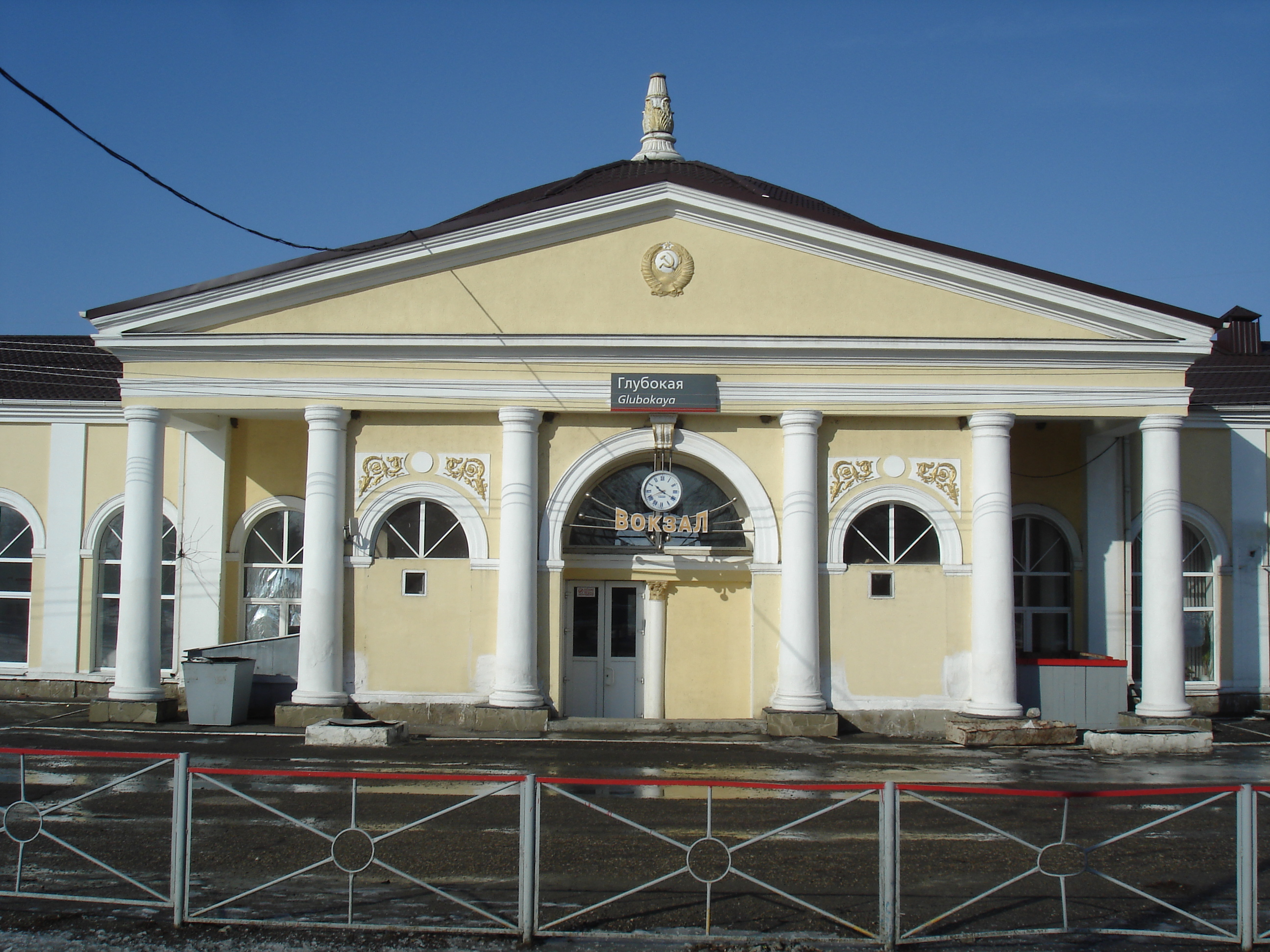
Вид на жд-вокзал с привокзальной площади

Имя реке Глубокой, на которой стоит посёлок, дал Пётр Первый. По легенде, во время следования царского войска под Азов, в реку упала пушка, попытки достать которую не увенчались успехом.
На почтовой станции около будущего посёлка в XIX веке останавливались А. С. Пушкин, М. Ю. Лермонтов, следовавшие на Кавказ. В 1854 году молодой офицер и начинающий писатель Л. Н. Толстой попал в районе Глубокого в сильный буран. Следствием этого стал им написанный рассказ «Метель».
Уже в начале XX века Глубокая стала крупнейшей станцией Юго-Восточной железной дороги. Здесь находилось локомотивное депо на 4 паровозов, водокачка. Курсировал пригородный поезд до станицы Каменской. При станции находились склады, рынок, мельницы, хлебные ссыпки. Казачьего населения в посёлке было мало — земли около Глубокого считались «гиблыми» для земледелия.
Во время Великой Отечественной войны посёлок был оккупирован немецкими войсками. Освобождён советской армией в результате операции «Малый Сатурн» в январе 1943 года. 14 января в посёлок вошли танкисты танковой группы майора Тягунова (56-я мотострелковая бригада 23-го танкового корпуса). Командиром мотострелковой бригады являлся Яков Николаевич Колотько, который погиб при наступлении на Каменск-Шахтинский и был похоронен в Глубоком.
Летом 1955 года при выполнении пилотажа на малых высотах в зоне в районе посёлка Герой Советского Союза подполковник Алексей Кривонос с инструктором, заместителем командира авиаэскадрильи по политчасти, нарушили задание и, проходя на бреющем полёте вдоль улицы, зацепились за крышу одного дома левой плоскостью и снесли ещё несколько домов. В результате погибли сами пилоты и несколько жителей посёлка.
В конце XX века локомотивное депо было закрыто ввиду нерентабельности. В посёлке имелся кирпичный завод, который производил красный кирпич. Завод прекратил свою работу и постепенно был разрушен.
Население посёлка постепенно уменьшается, на протяжении двух десятилетий смертность превышает рождаемость. В Глубоком имеется 3 жилых пятиэтажных дома и один недостроенный (т. н. Микрорайон), один четырёхэтажный многоквартирный дом и множество двухэтажных домов.
Раньше река Глубокая была в плохом экологическом состоянии — водоём мелел, ил забивал чистые родники. В октябре 2009 года построена новая плотина, вода начала понемногу прибывать. Однако в начале 2011 года на реке произошла очередная экологическая катастрофа, вызвавшая мор рыбы, лягушек и бобров.

### Хутор Иванков
Хутор возник на Дону в XVIII веке. По преданию, одними из первых поселенцев были казаки Иванковы, по фамилии которых он был назван. В Области Войска Донского хутор Иванков станицы Каменской вошёл в Донецкий округ.
Через хутора Иванков и Пиховкин пролегал почтовый тракт, соединяющий Центральную Россию с Областью Войска Донского. По описанию 1873 года значилось: хутор Иванков находится при реке Глубокой в 22 верстах от окружной станицы Каменской и в одной версте от станции Глубокая Юго-Восточной железной дороги. Хутор состоял из 59 дворов и 27 отдельных домов с населением — 200 мужчин и 135 женщин. В 1888 году в Иванкове начала действовать Пантелеимоновская церковь (в настоящее время на месте церкви находится спортивный комплекс «Олимп»). Площадь возле церкви называлась Церковной, и на ней находился рынок.
Перед Первой мировой войной на хуторе числилось 152 двора и 3342 десятины земли, население — 600 мужчин, 600 женщин. В нём располагались хуторское правление, железнодорожное училище, церковно-приходская школа, вальцовая и ветряная мельницы. Постановлением областного правления 17 июня 1913 года хутор Иванков был разделён на два самостоятельных хутора — Верхний Иванков и Нижний Иванков и с учреждением в каждом из них самостоятельного хуторского управления с должностью хуторского атамана.
Пережив Гражданскую войну, перед Великой Отечественной войной хутор был включён в состав посёлка Глубокого.

## Население
| 1939   | 1959    | 1970    | 1979    | 1989    | 2002    | 2009  |
| ------ | ------- | ------- | ------- | ------- | ------- | ----- |
| 14 613 | ↗15 528 | ↘13 991 | ↘13 163 | ↘12 198 | ↘11 242 | ↘9970 |
| 2010   | 2012    | 2013    | 2014    | 2015    | 2016    | 2017  |
| ↘9880  | ↘9562   | ↘9357   | ↘9021   | ↘8820   | ↘8643   | ↘8488 |
| 2018   | 2019    | 2020    | 2021    |         |         |       |
| ↘8316  | ↘8107   | ↘8009   | ↗8266   |         |         |       |

### Известные люди
- Пармен (в миру Виктор Иванович Щипелев) — архиерей Русской православной церкви, епископ Чистопольский и Нижнекамский.
- Григорий Севостьянов — советский и российский историк, действительный член АН СССР, участник Великой Отечественной войны, партизанского движения в Белоруссии. Проживал на улице Октябрьская, дом 92, у своей сестры Татьяны Антоновой.
- Антонов Владимир Трофимович — генерал-майор авиации, Заслуженный военный летчик СССР, первый заместитель командующего ВВС Сибирского военного округа, племянник Севостьянова Григория Николаевича.
- Иван Удодов — штангист, первый советский олимпийский чемпион (XV олимпийские игры, Хельсинки, 1952).
- Чурмаев, Георгий Иванович (1895—1968) — советский военачальник, гвардии генерал-майор.
- Лесников, Андрей Егорович — машинист, приведший первый советский поезд в Берлин в 1945 году[21].
  - Имя А. Е. Лесникова увековечено в экспозиции музея Великой Отечественной войны на Поклонной горе в Москве.
  - 27 июля 2011 года в локомотивном депо железнодорожной станции Лихая прошло торжественное мероприятие, посвящённое присвоению электровозу ЭП1М[22] имени почётного железнодорожника — Андрея Лесникова[23].
  - Памятная табличка с именем Андрея Лесникова находится также на электровозе ЧС4Т № 535[24].
- Чернецов, Василий Михайлович — русский военачальник, участник Белого движения на Юге России.

## Экономика

### Предприятия
- Глубокинский кирпичный завод, входящий в строительный холдинг «ТИБЛ-Груп»,
- элеватор Глубокинский филиал АО "Астон",
- пищевой комбинат,
- сельхозкомплекс «Русская свинина».

### Транспорт
Посёлок Глубокий имеет выгодное экономико-географическое положение. Населённый пункт пересекают федеральная трасса М4 «Дон» и железная дорога. На станции Глубокая Северо-Кавказской железной дороги останавливаются пригородные поезда сообщением Чертково — Глубокая — Лихая — Ростов-на-Дону.
Автобусными маршрутами посёлок связан с областным центром Ростовом-на-Дону, Каменском-Шахтинским, Новочеркасском, Воронежем, Москвой. В посёлке имеются несколько операторов такси.

## Социальная сфера

### Медицина
МБУЗ Каменского района «Центральная районная больница», включает в свою структуру стационар на 170 коек (отделения: терапевтическое, педиатрическое, хирургическое, гинекологическое, отделение анастезиологии-реаниматологии), поликлинику (с дневным терапевтическим стационаром на 10 мест) и отделение скорой медицинской помощи.

### Образование
В посёлке Глубокий имеются:
- Глубокинская казачья школа № 1
- Глубокинская средняя общеобразовательная школа № 32
- детский сад № 1 «Тополек»
- Центр развития ребёнка — детский сад первой категории № 2 «Светлячок»
- детский сад № 15 «Колобок»
- «Детская школа искусств» р.п. Глубокий Каменского района
- Детско-юношеская спортивная школа «Олимп» Каменского района
- Дом детского творчества Каменского района

### Культура и спорт
Районный Дом культуры и клубные учреждения, 2 библиотеки, стадион «Локомотив».

## Достопримечательности
В посёлке расположены:
- памятник В. И. Ленину на Центральной площади;
- памятник погибшим железнодорожникам на Привокзальной площади;
- мемориальный комплекс погибшим в Великой Отечественной войне (кроме обелиска, Вечного Огня и братских могил) включает в себя: винт от самолёта Су-2 Героя Советского Союза А. Иванова и один из немногих сохранившихся лёгких танков Т-60);
- могила Героя Советского Союза А. А. Иванова — стрелка-бомбардира 52-го ближнебомбардировочного авиационного полка на кладбище на Московской улице;
- церковь Пантелеимона Целителя.

## Фотогалерея

Виды посёлка, 2014 год
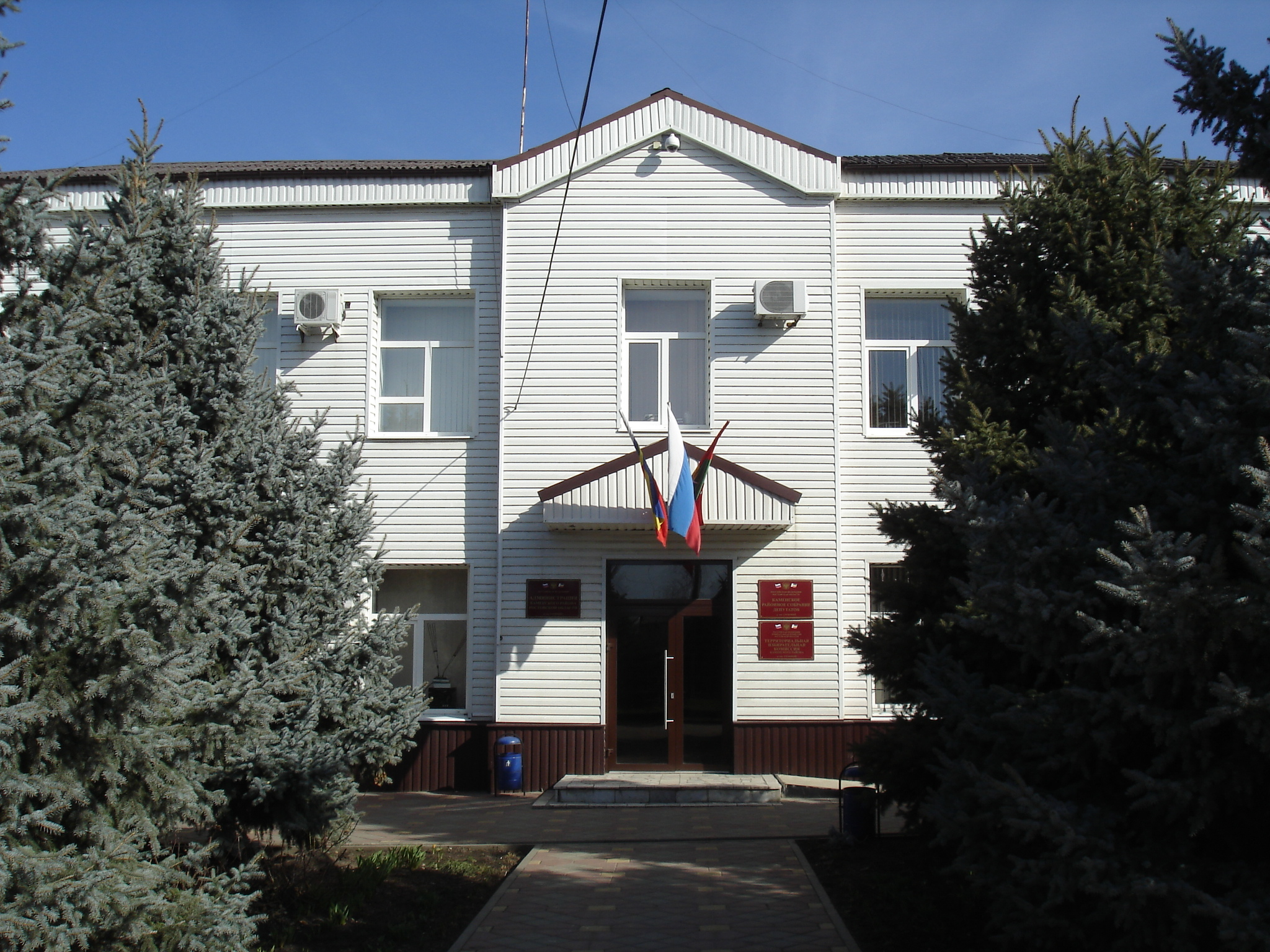
Администрация района
Памятник Ленину
Мемориальный комплекс
Мемориальный комплекс
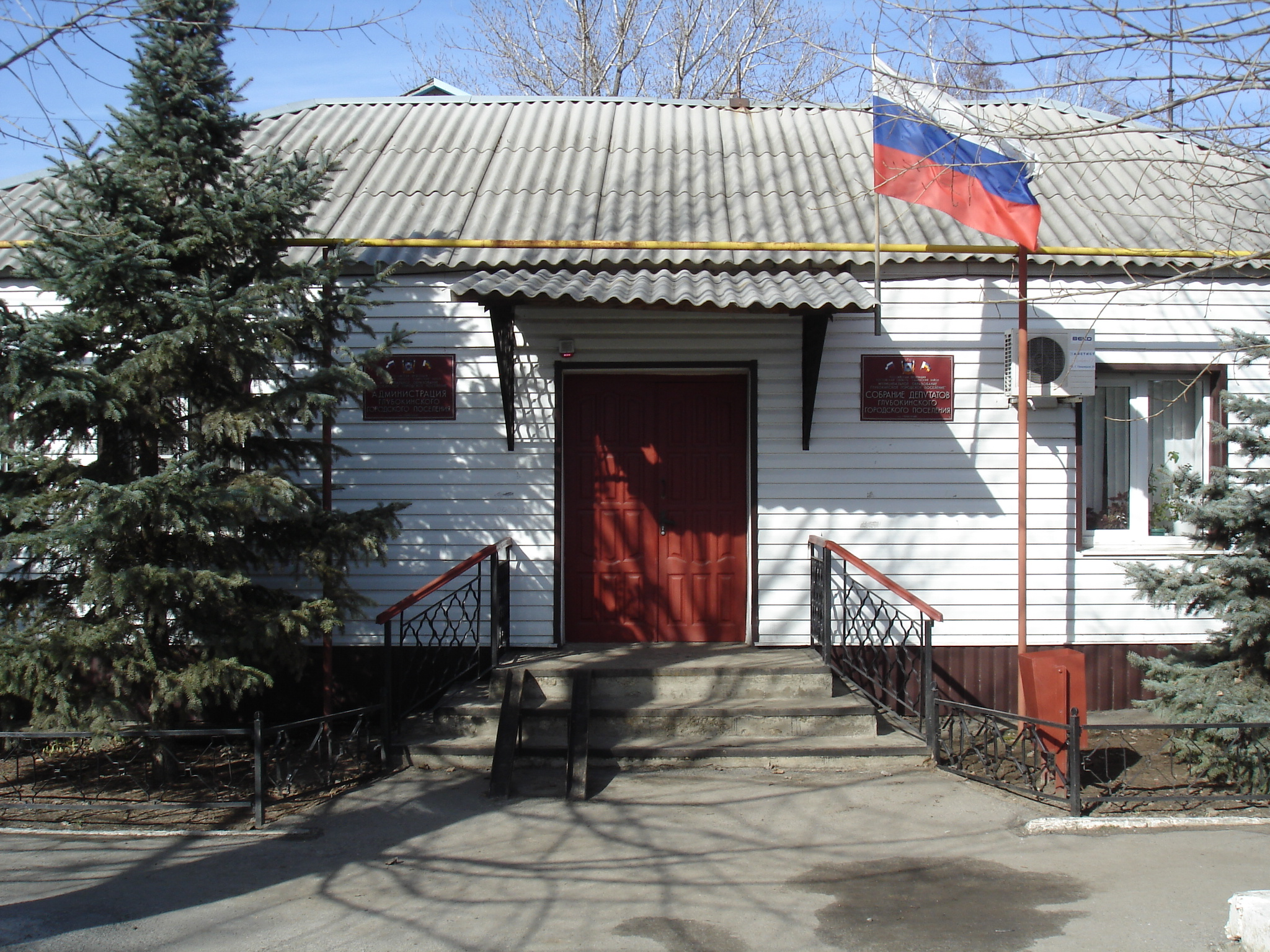
Администрация поселения